# Вежхлесе
Вежхлесе (пол. Wierzchlesie) — село в Польщі, у гміні Шудзялово Сокульського повіту Підляського воєводства.
Населення — 355 осіб (2011).
У 1975-1998 роках село належало до Білостоцького воєводства.

## Демографія
Демографічна структура станом на 31 березня 2011 року:
|          | Загалом | Допрацездатний вік | Працездатний вік | Постпрацездатний вік |
| -------- | ------- | ------------------ | ---------------- | -------------------- |
| Чоловіки | 179     | 23                 | 121              | 35                   |
| Жінки    | 176     | 25                 | 75               | 76                   |
| Разом    | 355     | 48                 | 196              | 111                  |